# Emil Sandahl
Emil Sandahl (ur. 7 maja 1994) – szwedzki zapaśnik walczący w stylu klasycznym. Zajął ósme miejsce na mistrzostwach Europy w 2017. Trzynasty na igrzyskach europejskich w 2015. Zdobył cztery medale na mistrzostwach nordyckich w latach 2016 – 2019.
Mistrz Szwecji w 2015 roku.